# Nisís Strongiló (ö i Grekland, lat 37,37, long 24,87)
Nisís Strongiló är en ö i Grekland.   Den ligger i regionen Sydegeiska öarna, i den sydöstra delen av landet, 120 km sydost om huvudstaden Aten.